# Kurtaxa

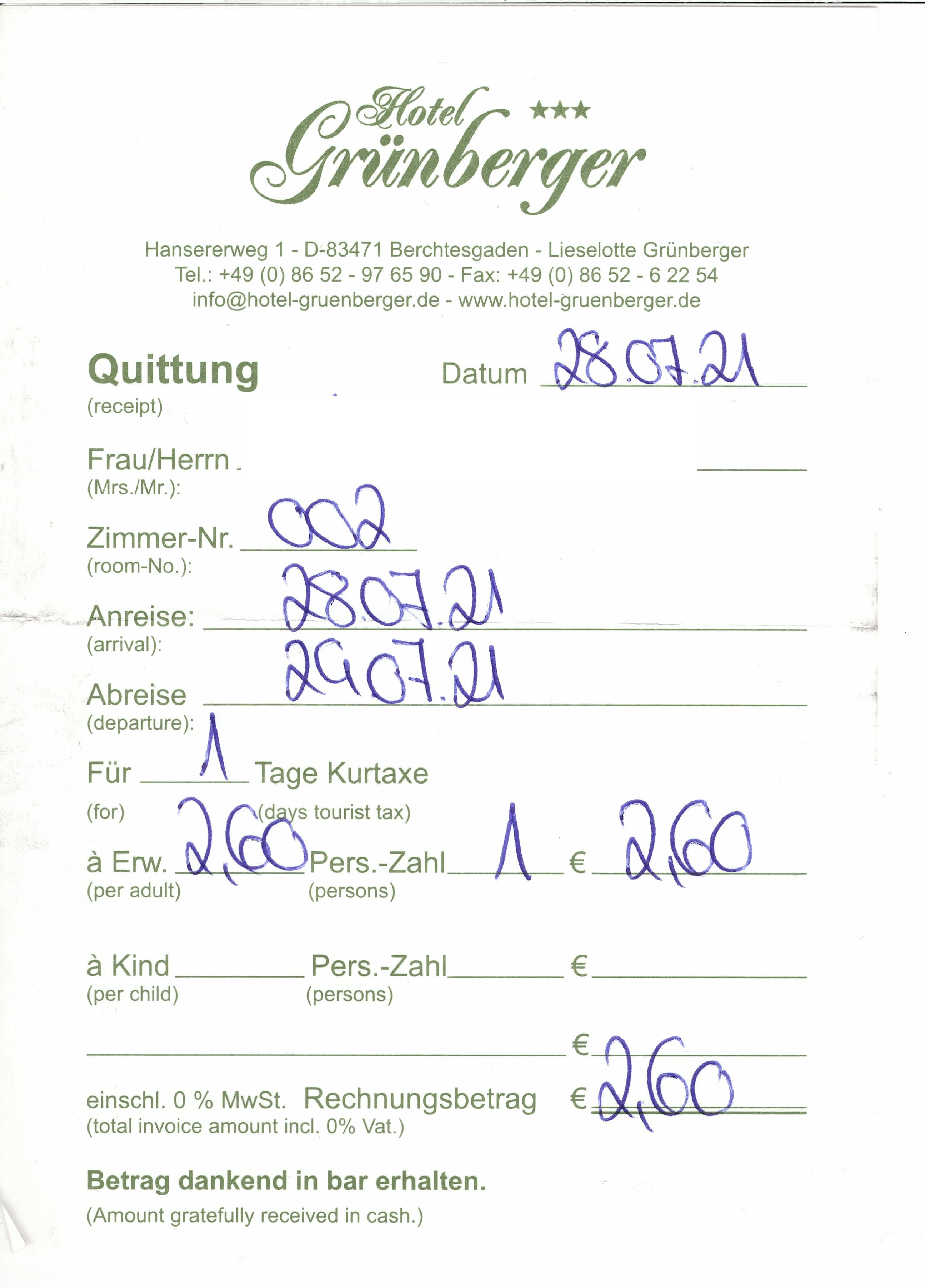
Kvitto för betalning av kurtaxa i södra Tyskland.

Kurtaxa eller ortstaxa är en avgift som tas ut av besökande. Den skall inte förväxlas med skatt då avgiften är kopplad till en lagstadgad motprestation. Det är en statlig eller kommunal avgift som vanligtvis tas ut på kommunal nivå per person och betald övernattning i ett visst område. Även lokala avgifter för tillträde till stränder och liknande förekommer.
Områden som av staten blivit klassade som kurorter har sedan länge tillämpat kurtaxa. I Tyskland och Österrike förekommer systemet ofta – särskilt vid kusterna och i alperna. Avgiften kan variera mellan 5 och 80 kronor per person och dag. Avgifter tas ut med inkassering av personer och/eller via avgifter som hotell och campingplatser samlar in av övernattande besökande.
Anledningen till uttaget av kurtaxa eller turistavgift är att det anses rimligt att tillfälliga besökare skall bidra till gemensamma kostnader för ortens infrastruktur, underhåll och renhållning.
I Sverige diskuteras att införa frivillig turistskatt i områden med stort slitage av naturen.